# Jecinaldo Satere-Mawe
Jecinaldo Barbosa Cabral, nascido Ga’p Wasay, em 1979, é indígena da etnia Sateré-mawé, e representa a comunidade habitante das Terras Indígenas Andirá-Marau e Coatá-Laranjal, situadas no médio Rio Amazonas. Vários integrantes da etnia dominam o português e vivem em municípios como Barreirinha, Parintins, Maués, Nova Olinda do Norte e Manaus. Seu nome de nascimento na língua sateré-mawé, do tronco linguístico tupi, está associado à vespa, e segundo Jecinaldo “Se mexer comigo e com os meus, eu ferro mesmo”. Desde 2023, coordena o órgão dos Direitos Sociais Indígenas do Departamento de Promoção da Política Indigenista, ligado à Secretaria de Articulação e Promoção de Direitos Indígenas do Ministério dos Povos Indígenas.

## Biografia
Em 1997, aos dezoito anos, inicia na carreira docente na sua aldeia. Paralelamente em 1989, fundava-se o Conselho Geral da Tribo Sateré Mawé (CGTSM), organizado pelos próprios amazonenses na liderança do Tuxaua Zuzu, movimento de expressão política e gestão comunitário integrado à Coordenação das Organizações Indígenas da Amazônia Brasileira (Coiab), com o qual o professor viria a se solidarizar.
No ano de 2002, Barbosa integrou o Conselho Estadual de Educação Escolar Indígena do Amazonas (CEEI-AM) e assumiu a coordenação geral da Coiab, permanecendo até 2006. Atuou como como coordenador da Organização dos Professores Indígenas Sateré-Mawé (OPISM), proposta pela união de indígenas das terras Andirá e Marau , publicou livros de educação escolar ilustrados com a linguagem tradicional do local.
Em 2009, obteve título na Secretaria de Estado para os Povos Indígenas do Amazonas (Seind) do Amazonas. De 2009 até 2012, participou de uma lista tríplice para dirigir a Fundação Nacional dos Povos Indígenas (FUNAI). Em 2013, foi eleito prefeito no município de Barreirinha, escolhido "conselheiro suplente" e "líder" dos Sateré Mawé, antes de ter sido recomendado para o cargo político no Ministério dos Povos Indígenas.
Como ativista, esteve ligado a nomes políticos tais quais Sonia Guajajara, ministra dos povos indígenas no Brasil, da qual conserva uma recente amizade. Manteve colaborações no histórico de lutas pró-povos tradicionais com Joênia Carvalho, ex-deputada federal e advogada , que carrega Brasil adentro o nome do povo Wapichana.
Allém disso, repartiu palco em trabalhos com Ana Netto, da Recode/Conexão Povos da Floresta, Dimas Galvão, da Coordenadoria Ecumênica de Serviço (CESE), Osvaldo Gajardoi, da World Wide Fund for Nature (WWF), Fernando Bittencourt, da The Nature Conservancy (TNC), e Leia Wapichana, do Fundo das Nações Unidas para a Infância (UNICEF).
Em 2024, escolhido para simbolizar os Sateré-Mawé (Mahués, Magnés, Mauris), filia-se ao partido Rede Sustentabilidade, juntamente com outro representante indígena, Marcos Apurinã, com quem divide ideais comuns na luta dos povos indígenas e proteção da Amazônia. Para Jecinaldo, a meta até 2026 seria a inclusão de representantes dos sessenta dois municípios do Amazonas, sejam eles indígenas, sejam povos originários.

## Formação
Em 2002, conciliava sua carreira de docente com o curso de Pedagogia na Universidade Federal do Amazonas (UFAM) e os cargos de liderança indígena. Por razão das múltiplas tarefas, trancou o curso universitário para focar nos postos de liderança consagrados.
À época, o Ministério da Educação (MEC) demonstrou interesse na construção de um Centro de Estudos Superiores Indígenas (Cesi), e um projeto de formação dos professores também indígenas, sendo uma unidade à parte da Universidade Estadual do Amazonas. Há tempos o líder e seus companheiros reivindicavam uma medida nesse viés, aclamando sempre por uma educação maior para os indígenas. Contudo, à "vespa" mawé, não interessava só a realização de uma educação indígena por outrem como também acreditava que os indígenas deveriam gerir o processo de ensino e órgãos de deliberação, tal como o Conselho Nacional de Educação. Assim, Jecinaldo procurou promover empregos para os professores indígenas, com meta de 800 professores capacitados pelo Programa de Formação de Professores Indígenas, fundos para aqueles que escreviam os livros didáticos da OPISM, em suma, a inserção do seu povo diretamente nos cargos a serem criados pelo MEC.
Ademais, o seu projeto de educação envolvia a defesa da cultura original dos povos amazônicos. Embora não seja contra o ensino de português nas escolas e universidades indígenas, acredita na mesma necessidade de aprendizagem ao idioma nativo (Sataré-mawé), no intuito de preservar a cultura local, instituindo escolas bilíngues. Jecinaldo explicita que não quer uma comunidade isolada, mas que favoreça o diálogo com outros idiomas, embora tema a perda da cultura, da fala, das lendas. Logo, no sistema educacional defendido pelo mesmo, surge uma oportunidade para desfazer uma "imposição de modelos"—nas suas palavras— e recriar a História no ponto de vista Sataré, valorizando os conhecimentos tradicionais tanto quanto os estrangeiros.
De acordo com Barbosa Cabral, existia, no período, um impasse na aplicação do Centro de Estudos Superiores Indígenas (Cesi), pois a maioria dos professores ainda não estavam capacitados para o ensino. Em contrapartida, 600 alunos já estavam prontos para ingressar no terceiro grau. Após alguns anos, em 29 de outubro de 2004, o Ministério da Educação aprova e institui o Centro de Educação Superior (Cesi).

## Carreira

### Coordenação das Organizações Indígenas da Amazônia Brasileira
Enquanto coordenador geral da Coordenação das Organizações Indígenas da Amazônia Brasileira (Coiab), Jecinaldo manteve a mesma postura que defendia na sua profissão de docente. As principais pautas abordadas na sua gestão foram: a implantação de novos programas indígenas de saúde, a invasão de terras originais indígenas e o envolvimento das comunidades tradicionais do Amazonas com o tráfico de drogas.
- Programas indígenas de saúde

Para entender o problema da implantação de programas indígenas de saúde, é preciso repensar o contexto da época. Jecinaldo Sateré tomou posse da coordenadoria em 2002, no período de transição do Governo de Fernando Henrique Cardoso para Luiz Inácio Lula da Silva. Durante o governo de Henrique Cardoso, havia um sistema de saúde descentralizado para o atendimento das causas indígenas, o Distrito Sanitário Especial Indígena (DSEI). Esse é um programa que perdura até os dias de hoje, porém com modificações em relação ao seu modo de atuação original. Contudo, o presidente Lula difere visão em relação ao político que o precedeu, vinculado ao partido dos trabalhadores, tentou propostas de reestatização; isto é, a volta de áreas segregadas ao poder do estado. Antes, o funcionamento da política do DSEI acontecia pela concessão de dinheiro do governo para Organizações não Governamentais, a fim de que elas, junto aos indígenas, desenvolvessem um mecanismo de atendimento específico para as necessidades Ameríndias. Até que em 2005, Lula anuncia informalmente pretensões de municipalizar a saúde indígena.
Na visão de Jecinaldo Cabral, a municipalização implica a baixa participação indígena no processo, algo que sempre foi contra desde os seus papéis como educador na tentativa de manter os saberes culturais tradicionais.  Para ele, o indígena pode ser mais facilmente encaixada dentro dos DSEIs, gerida por ONGs, do que na municipalização de responsabilidade da Fundação Nacional de Saúde (Funasa). O líder indígena e coordenador geral da Coiab complementa o seu ponto contra a municipalização afirmando a persistência das descriminações de indígenas em setores estatais. Apesar de não se determinar radicalmente contra, abre discussão para o tema, pois, ao seu ver, a estatização da saúde destruiria o sistema do Distrito Sanitário Especial Indígena, e acabaria numa apatia dos indígenas por órgãos indigenistas. Além disso, o presidente deu início a uma Campanha Nacional de Vacinação dos Povos Indígenas, ainda no primeiro mandato de Luiz Inácio, afirmando uma mudança na percepção da vacina dentro das comunidades originários. Para tanto, o projeto contou com o apoio do Ministério da Saúde, por meio da FUNASA, da Marinha, Exército e Aeronáutica. Logo, no segundo mandato de Lula a ação recebeu diversas críticas de Organizações Indígenas, dentre elas, da Coiab. A "oposição" chamada SOS Javari ganhou o nome da terra indígena submissa às vacinações no ano de 2008, o Vale do Javari. De acordo com o coordenador Sateré Mawé e entidades parceiras na resistência, a FUNASA não respondeu o documento enviado pelo grupo SOS Javari denunciando o número de mortes indígenas por epidemias de doenças na região. Chegam às organizações indígenas, cada profissional permanece um curto período de tempo, e não fazem um levantamento do quadro de saúde Javari. Desse modo, Jecinaldo e as entidades parceiras cobram o Governo serviços de saúde a fim de conter epidemias e um mapeamento da incidência de doenças.
- Proteção de terras indígenas

No ano de 2006, a luta pela proteção de terras indígenas calhou com a manifestação dos indígenas Tenharins, parte de um grupo maior chamado Kagwahiva, bloquearam o quilômetro cento e quarenta e cinco da Rodovia Transamazônica, localizado no sul do Amazonas. A rodovia foi inaugurada no ano de 1972, durante o Governo de Emílio Garrastazu Médici, no ufanismo da ditadura militar. Para a visão dos ministros e do presidente, a construção do projeto da rodovia indicava um novo Brasil, prestes a entrar na época de desenvolvimento econômico. Ainda serviria idealmente como uma forma de povoar-se o país nas regiões mais afastadas, solucionar o problema dos nordestinos sem terra e proporcionar um caminho acessível para o Norte do país. Todavia, quando na época da construção, o governo não sabia ou não se incomodou com a presença de uma Terra Indígena na região, a dos Tenharins. A rodovia cruza no meio da comunidade indígena, dividindo o território e os segregando do local onde mantinham o escoamento de seus produtos. Segundo Osman Brasil, administrador substituto da Funai ao período de 2006, os moradores da região finalmente perceberam o poder que detinham para fazer algo sobre a Rodovia, e o que encontraram, foi a mobilização em forma de manifestações na Rodovia Brasileira duzentos e trinta, quilômetro quarenta e cinco.
O movimento durou do final de 2006, em formato de bloqueios da rodovia, e perdurou até meados da metade de 2007; ou seja, mais de seis meses de protestos, porém, com outro formato, seriam os últimos meses pedágios cobrado pelos Tenharins. Jecinaldo Sateré Mawé sempre foi filiado ao movimento indígena, e enquanto era coordenador da Coiab, continuou a defesa de suas lutas, tanto na educação brasileira, como citado no parágrafo antecedente, quanto na batalha para que os indígenas tivessem as terras demarcadas. Na situação, os Tenharins habitantes do Sul da Amazônia estabeleceram uma série de pedágios de acordo com o automobilístico dos passantes, se fosse uma moto, paria o valor mínimo, caso se tratasse de um caminhão, pagaria o valor máximo. Jecinaldo entendeu o movimento como uma forma de ressarcir os danos causados pela construção da Rodovia Transamazônica nos lares tradicionais e nas áreas de usufruto Tenharim, afinal, os indígenas pediram inicialmente por um valor de um vírgula seis milhões destinado à Funai, e Jecinaldo afirma que o Governo nem sinalizou um programa a ser realizado na região (para os Tenharins). Diante disso, o líder Jecinaldo organizou antropólogos, advogados e engenheiros florestais para a Institucionalização dos Pedágios Indígenas, alegando uma indenização aos danos causados pela Transamazônica.
Sobre o envolvimento de comunidades indígenas no tráfico de drogas, Jecinaldo preocupa-se com duas esferas do problema, a urbana e a rural. No começo dos anos 2000, políticas de inclusão deram forças para que os nascidos em comunidades indígenas assumissem seus trações étnicos ascendentes, os Kokamas principiaram sendo um dos poucos povos reconhecidos por fazer isso no ano de dois mil e sete, no estado de Amazonas, em Manaus; do mesmo modo,no Mato Grosso do Sul, uma professora da Escola Municipal Sulivan Silvestre Oliveira relata que há poucos atrás, perguntava nas salas de aula quais alunos eram indígenas, e ninguém levantava a mão, hoje, ela diz que ao perguntar a maioria levanta a mão, inclusive, "quem não é indío". Mas a discussão de quem é ou não é indígena retoma uma problemática maior, o descumprimento do estabelecido pela Convenção cento e sessenta e nove pela Organização Internacional do Trabalho (OIT), segundo a qual, os indígenas são todos aqueles que se autodenominam indígenas. Uma visão, no período, não compartilhada entre instituições do Governo e até em Escolas destinadas aos indígenas, como a escola Sulivan Silvestre Oliveira. Para melhor entendimento, é preciso entender a historiografia de povos como os Kokamas, em Manaus. A maioria migrante, das áreas rurais para cidades (num processo denominado êxodo rural), precisou fazê-lo por condições impostas.
Desde o começo do registro de dados sobre os Kokamas, esses registros foram feitos por homens brancos, costumeiramente ligados a missões indigenistas. Nesta perspectiva, os indígenas passaram a serem enxergados pela sociedade caraíba como um ser que necessitava ser integrado, e apenas na virada de século, reconheceram as diferenças em relação aos demais e tiveram orgulho de assumi-las, por exemplo, adotando os nomes de origem, invés de nomes no Registro Civil para adequação. Apesar disso, a identificação do indígena não bastou para que órgãos do Governo, ou a Funai, concordassem e agissem de conformidade com a Convenção da OIT, ademais, de acordo com o Estatuto do Índio. Em meios urbanos, o hospital municipal nega atendimento e repassa a tarefa para a Funasa, a qual teria a obrigação legal de atendimento indígena, de encontro, a Funasa rebate ausentando-se de atender indígenas fora de áreas rurais. Isso tudo, a migração forçada, a terceirização e dificuldades encontradas no atendimento de saúde, e políticas educacionais incompletas, colabora para que os chamados "índios urbanos" fiquem alojados nas periferias dos conglomerados urbanos.
Ga’p Wasay, ou Jecinaldo, apoia a luta indígena em qualquer das regiões, mas confessou o seu medo na migração de um número alto de indígenas nas cidades. Para o Maué, as cidades representam riscos de prostituição, de morte, além de vícios em bebidas alcoólicas e nas drogas ilegais. Nesse caso, não está em questão a proibição do uso de bebidas alcoólicas num geral, visto que a droga legal por vezes é abolida por organizações de comunidades tradicionais por autocontrole. Pelo oposto, membros da comunidade Akwẽ Xerentea defendem a liberação do álcool dentro de assentamentos indígenas para que possa ser melhor controlado, recebendo cuidados dos integrantes da comunidade, ao invés de induzir o consumo de bebidas alcoólicas por indígenas em território urbano. O perigo principal estaria no uso da bebida alcóolica em terreno desconhecido, associado ao alcoolismo, uma doença oficialmente reconhecida pela Organização Mundial de Saúde, dado que o uso de álcool nos rituais internos das sociedades indígenas é prática difundida e artesanal. A partir desse entendimento sob a preocupação de Jecinaldo Barbosa Cabral, as suas angústias tem coerência com o fornecido pelo Centro de Informações sobre Saúde e Álcool, que confirma um maior consumo de bebidas pela população originária proporcionado possivelmente pelo contanto interétnico, responsável por mudar as relações ritualísticas associadas ao consumo da droga lícita.
Quanto às drogas ilícitas, Jecinaldo adverte a atividade em comunidades em São Gabriel da Cachoeira e Tabatinga, ambas no Amazonas, em especial, para o envolvimento de jovens indígenas no narcotráfico. Segundo o  coordenador Sateré Maué, o envolvimento no tráfico de drogas acontece como mulas (indivíduos econômico e socialmente vulneráveis, induzidos a entrar no crime por benefícios financeiros) e como usuários. Tendo em vista o papel desempenhado no período, Jecinaldo Cabral decide por uma investigação em nome da Coordenação das Organizações Indígenas da Amazônia Brasileira nas duas comunidades suspeitas. No fim da mencionada averiguação, a Coiab estimou cerca de duzentos adolescentes (i.e. maiores de doze e menores de dezoito) envolvidos nas atividades de tráfico de drogas ilegais em regiões fronteiriças, e solicitou o auxílio financeiro do Fundo das Nações Unidas para a Infância (Unicef) para que esta pudesse oferecer políticas de combate à problemática. Jecinaldo discorda das políticas de repressões aos adolescentes e a outros envolvidos, ao seu ver, as populações estão em caso de vulnerabilidade, não tem expectativas de vida, por essa razão, entram nas atividades criminosas. Não obstante a sua visão pessoal, Barbosa Cabral compreende a necessidade de punição e encarceramento dos traficantes de São Gabriel da Cachoeira e Tabatinga, sem fazer adendos maiores, exceto um apelo para que o foco esteja em encontrar os chefes do tráfico na região.

## Ver  Também
- Ailton Krenak
- Alessandra Korap
- Almir Narayamoga Suruí
- Ângela Kaxuyana
- Ari Uru-Eu-Wau-Wau
- Aritana Yawalapiti
- Babau Tupinambá
- Beto Marubo
- Cacique Renivaldo
- Carlos Terena
- Célia Xakriabá
- Chicão (cacique)
- Chirley Pankará
- Damião Paridzané
- Davi Kopenawa Yanomami
- Djuena Tikuna